# Santiago Saitta
Santiago Saitta (* 25. Mai 1980 in Buenos Aires) ist ein argentinischer Komponist und Musikpädagoge.
Saitta studierte an der Katholischen Universität von Argentinien Komposition bei Graciela Racini, Marta Lambertini und Julio Viera. Er unterrichtet am Instituto Universitario Nacional de Artes allgemeine Kunstgeschichte, Geschichte der zeitgenössischen und der argentinischen und lateinamerikanischen Kunst sowie Musiksprache des 20. Jahrhunderts. Am Instituto Superior de Arte des Teatro Colón unterrichtet er Musikgeschichte, an der Universidad de Buenos Aires und der Escuela Profesional de Cine de Eliseo Subiela Soundtrack. Saitta komponierte Kammermusik, sinfonische Werke und Filmmusiken.